# Vladimir Epifantsev
Vladimir Gueorguievitch Epifantsev (en russe : Владимир Георгиевич Епифанцев), né le 8 septembre 1971 à Moscou en Union des républiques socialistes soviétiques, est un acteur russe de théâtre et de cinéma. Il est aussi cinéaste, présentateur de télévision et réalisateur de vidéoclips,.

## Biographie
Vladimir Epifantsev est diplômé de la faculté d’art dramatique de l’Institut de théâtre Boris Chtchoukine (1994, cours de Vladimir Ivanov[Lequel ?]). Il a étudié à l'Académie russe des arts du théâtre (GITIS) dans le département de mise en scène. Puis il crée un projet théâtral Good theatre. En 1997-1998, il crée et dirige la production de l’émission de télévision Sandman[pas clair] sur la chaîne DE TV-6. Plus tard, il participe au Cultivateur et à Muzoboz.
En 1998-1999, il joue dans le tristement célèbre[pourquoi ?] film L'Éléphant vert, qui a été sa première expérience au cinéma. Par la suite, il a joué deux fois dans les films réalisés par Svetlana Baskova, Five Bottles of Vodka (2001) et For Marx... (2012).
En 2007, il a participé à l’émission télévisée King of the Ring sous le nom de Stream of Blood (le titre d’une de ses représentations théâtrales) contre Alexey Chumakov.
En 2009, il est apparu dans Dancing with the Stars: The 2009 Season sur la chaîne Russia-1 en duo avec Anastasia Novozhilova.
En 2012, il a joué dans la série policière Silex[pas clair] (Кремень), dans lequel il joue le rôle d’Andrey Shamanov, un major du GRU qui tente de lutter contre des terroristes. Son épouse, Anastasiya Vedenskaya, y tient d'ailleurs le premier rôle féminin.
En 2012, avec son épouse Anastasiya Vedenskaya, Epifantsev a participé à l’émission de télévision Polyglotte sur la chaîne Culture.
En 2016, il a joué dans la vidéo The Smell of Men du groupe 2rbina 2rista.
Le 5 janvier 2017, il annonce la suite du film L’Éléphant vert intitulé Operation ZS.

## Vie privée
Il avait été marié une première fois avec l'actrice Ioulia Stebounova.
En 2004, il a ensuite épousé l'actrice Anastasia Iourievna Vedenskaïa, de 13 ans sa cadette.
Ils ont eu deux fils, Gordeï (2005) et Orphée (2008).
Ils ont divorcé en 2018.

## Filmographie

### Cinéma
- 1999 : L'Éléphant vert  de Svetlana Baskova: "Bratichka" (Le Frère)
- 2002 : Cinq bouteilles de vodka
- 2008 : L’Homme de l'Est
- 2011 : Génération P
- 2011 : Accueil
- 2012 : Espion
- 2012 : Pour Marx...
- 2016 : Danse jusqu'à la mort
- 2016 : 8 meilleures dates
- 2021 : La Fuite du capitaine Volkonogov de Natalia Merkoulova et Alexeï Tchoupov : Colonel Jikharev

### Télévision
- 2012 : mini-serie Silex (Кремень), (4 épisodes) (Kremen sur IMDB[6])